# Chersomanes beesleyi
A Chersomanes beesleyi a verébalakúak (Passeriformes) rendjébe, ezen belül a pacsirtafélék (Alaudidae) családjába tartozó faj.

## Rendszerezése
A fajt Constantine Walter Benson brit ornitológus írta le 1966-ban, ciripelő pacsirta (Chersomanes albofasciata) alfajaként Chersomanes albofasciata beesleyi néven.

## Előfordulása
Afrika keleti részén, Tanzánia északkeleti részén honos. Természetes élőhelyei a szubtrópusi és trópusi gyepek és cserjések. Állandó, nem vonuló faj.

## Megjelenése
Testhossza 11 centiméter.

## Életmódja
Rovarokkal táplálkozik. Októbertől decemberig és márciustól áprilisig költ. 

## Természetvédelmi helyzete
Az elterjedési területe kicsi. A Természetvédelmi Világszövetség Vörös listáján nem szerepel.